# Guimarães
Guimarães er en by i det nordlige Portugal, med et indbyggertal (pr. 2011) på ca. 160.000. Byen ligger i landets Nordregion. Byens centrum er et officielt UNESCO Verdensarvområde.
Guimarães var, sammen med den slovenske by Maribor, Europæisk kulturhovedstad i år 2012
- Wikimedia Commons har flere filer relateret til Guimarães

1. ↑  National Institute of Statistics, hentet 19. september 2022 (fra Wikidata).